# ホルメンコーレンスキー大会
ホルメンコーレンスキー大会（英語: Holmenkollen Ski Festival、ノルウェー語: Holmenkollen skifestival　or　Holmenkollrennene）はノルウェー、オスロ市北西部のホルメンコーレンジャンプ競技場とその周辺で行われるノルディックスキーの国際大会で、1892年から一時期（1941-1945年）を除き毎年行われている世界でも最も歴史の古い大会の一つである。

## 概要
オスロ近郊では1879年から1891年の間現在より町の中心地に近いHusebyrenneneでスキー大会が行われていた。
1892年1月にホルメンコーレン丘陵でノルディック複合とクロスカントリースキー18kmのほか、18歳から20歳のジャンプが行われた。
1903年には外国人も参加するようになった。クロスカントリースキーでは1929年、50kmでフィンランドのアントン・コリンが外国人としてはじめて優勝した。1939年にジャンプでスウェーデンのスヴェン・セロンイェルが、1947年に複合でスウェーデンのスヴェン・イスラエルソンがそれぞれ外国人としてはじめて優勝した。
ノルウェー国王オーラヴ5世は王太子時代の1922年と1923年にホルメンコーレンジャンプ大会に出場した。
国際スキー連盟（FIS）がワールドカップをスタートさせると本大会の各種目はそれぞれのワールドカップの一部に組み込まれた。
1973年から子供スキー大会が、1974年からはホルメンコーレンマラソン大会がホルメンコーレンスキー大会に加えられた。

### ノルディック複合
ノルディック複合は1892年から始まり、1997年からはスプリント種目も行われるようになった。

### クロスカントリースキー
クロスカントリースキーは1898年から50kmが始まり（1900年、1901年は30km）、1933年から18km、（1954年から15kmに変更）、1954年から女子10kmがはじまった。その後も距離が変更になりながら継続されている。

### スキージャンプ
スキージャンプは1933年から始まり、2000年から2005年までと2012年以降女子種目が行われている。
優勝者一覧はホルメンコーレン大会におけるスキージャンプ競技を参照のこと。

### アルペンスキー
アルペンスキーは1947年から滑降と回転が（1951年からは大回転も）始められた。

## 本大会と兼ねて開催された世界選手権
- 1930年ノルディックスキー世界選手権
- 1952年オスロオリンピック（世界選手権も兼ねる）
- 1966年ノルディックスキー世界選手権
- 1982年ノルディックスキー世界選手権
- 2011年ノルディックスキー世界選手権